# Aavikko
Aavikko är en musikgrupp från Siilinjärvi, Finland som spelar instrumental synthmusik som låter som en blandning av gamla spionfilmssoundtrack. Aavikko betyder "öknen" eller "öken" på finska.

## Diskografi
- Aavikko (1996)
- Derek! (1997)
- Oriental Baby (1999)
- Multi Muysic (2000)
- Viitostie EP (2000)
- History Of Muysic (2003)
- Back From The Futer (2005)
- Novo Atlantis (2009)
- Planet Fun-Fun (2013)
- Okeanos (2016)
- Monopoly (2019)